# Les stars du rire s'amusent
Les stars du rire s'amusent  est une émission de télévision française diffusée du 3 septembre 2011 au 23 juin 2012 sur France 2 et présentée par Patrick Sabatier. Elle a été créée le 3 janvier 2009 sous le titre Les Stars du rire.